# 1961 dans la police
Cet article présente les faits marquants de l'année 1961 dans la police.

## Évènements
- 17 octobre : Répression meurtrière, par la police française, d'une manifestation pacifique d'Algériens organisée à Paris.